# 松下敦

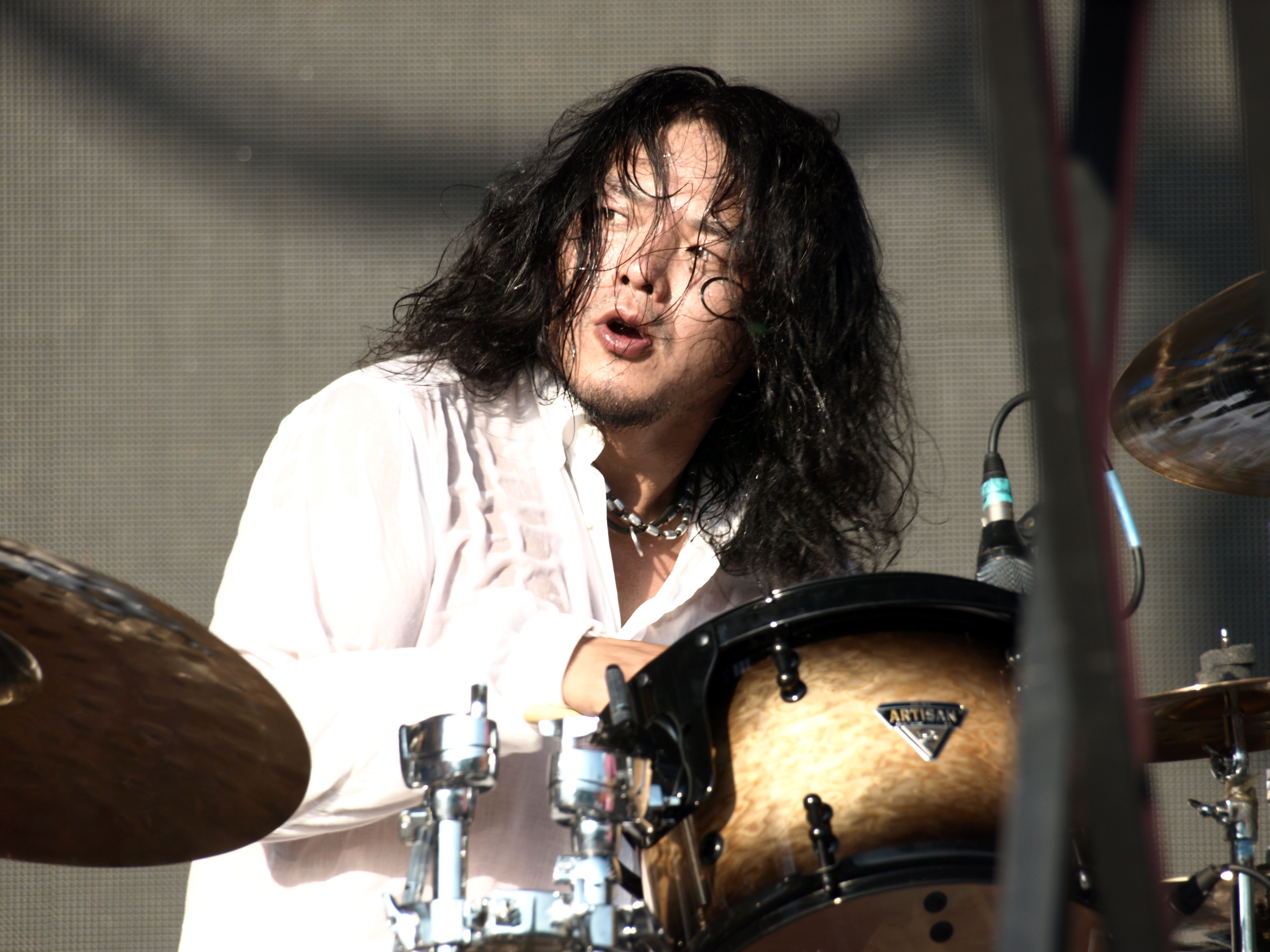
「Music Terminals 2009」にて（2009年8月1日）

松下敦（まつした あつし、1969年7月24日 - ）は、日本のドラマーである。バンド「ZAZEN BOYS」のメンバー。通称「柔道二段」。血液型B型。

## 人物
長崎県出身。小学3年生の頃からバンドを志し、最初はギターを担当していた。しかし中学に進学するとバンドを志す同志がみんなギターを希望したので、ドラムに転向した。

## バンド歴
- 1996年 バッファロー・ドーターに参加。
- 1997年 MONEY MARKの初来日公演のサポート。
- 1999年 ズボンズに参加。
- 2002年 YUKIのツアーに参加。
- 2005年 ZAZEN BOYSに正式加入。
- 2006年 リリー・フランキー率いるTOKYO MOOD PUNKSのオリジナルメンバーとして参加。